# Gordon Wilson Hall

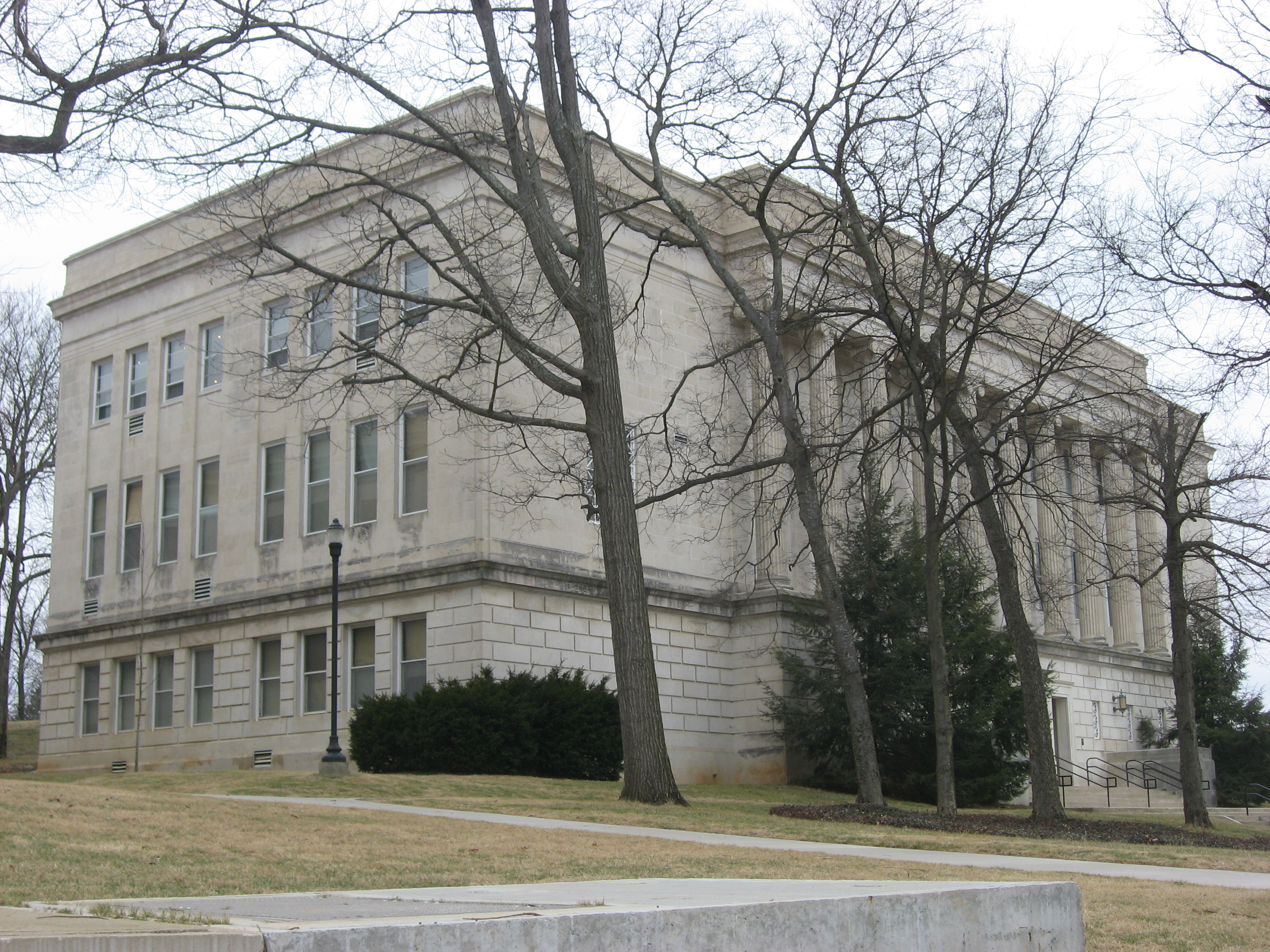
Gordon Wilson Hall (2014)

Die Gordon Wilson Hall ist ein historisches Schulgebäude der Western Kentucky University in Bowling Green und steht im Warren County im US-Bundesstaat Kentucky, in den Vereinigten Staaten. Es liegt in der 15th Street, im westlichen Teil des Campus.

## Geschichte
Architekt des Baus war der aus Louisville stammende Brinton B. Davis (1862–1952), auch bekannt als „The Hill Builder“. Nach der Definition des NRHP, ist die Architektur des im Jahre 1927 fertiggestellten Gebäudes, im Late 19th and 20th Century Revival gehalten. Die zehn Säulen des dreistöckigen Gebäudes sind in einer Abkupferung der klassischen griechischen Architektur errichtet. Im Rahmen größerer Veränderungen wurden dem Hauswesen 1967 Klimaanlagen, Studienzimmer, Klassenzimmer sowie Büros hinzugefügt. Die Hauptbibliothek wurde zu einem großen Lehrzimmer für ein beaufsichtigtes Studium umgebaut. Im Jahre 1968 wurden umfangreiche Renovierungen am und im Gebäude durchgeführt.
Sie ist benannt nach Dr. Alexander Gordon Wilson, Sr. (1888–1970). Die Gordon Wilson Hall war ursprünglich die Bibliothek der Universität, bis 1965 die Margie Helm Library öffnete und anschließend diese Funktion übernahm.
Das Gebäude wurde am 18. Dezember 1979 vom National Register of Historic Places mit der Nummer 79001044 in die Register aufgenommen.